# Sheila Sim
Sheila Sim, Baroness Attenborough (* 5. Juni 1922 in Liverpool, Lancashire, heute Merseyside; † 19. Januar 2016 in London) war eine britische Schauspielerin. Sie war von 1945 bis zu dessen Tod 2014 mit dem britischen Regisseur und Schauspieler Sir Richard Attenborough verheiratet.

## Leben

### Ausbildung und Theater
Sheila Beryl Grant Sim wurde in Liverpool in der damaligen Grafschaft Lancashire, heute Merseyside, geboren. Ihr Vater arbeitete für die Barings Bank; ihr jüngerer Bruder Gerald (1925–2014) wurde ebenfalls Schauspieler. Die Familie zog, als Sheila Sim noch sehr jung war, nach Croydon. Sie besuchte die Croydon High School und arbeitete nach ihrem Schulabschluss zunächst, wie ihr Vater, ebenfalls in einer Bank. Sie entschied sich dann jedoch, Schauspielerin zu werden, um der täglichen Routine als Bankangestellte zu entgehen.
Ihre Ausbildung als Schauspielerin absolvierte sie an der Royal Academy of Dramatic Art (RADA) in London, wo sie zwei Jahre studierte und in dieser Zeit auch ihren späteren Ehemann Richard Attenborough kennenlernte. Im Sommer 1940 arbeitete sie als Freiwillige bei der Women’s Land Army auf einer Farm in Herefordshire als Erntehelferin.
Ihr Debüt als Bühnenschauspielerin gab sie 1942 am Intimate Theatre im Londoner Stadtteil Palmers Green in Ivor Novellos Theaterstück Fresh Fields. Bei diesem Repertoiretheater blieb sie sechs Monate. Danach wechselte sie für weitere sechs Monate an das kleine, am Ende der Kew Bridge gelegene Q Theatre. Anschließend ging sie mit einer kleinen Rolle in Noël Cowards Lustspiel This Happy Breed auf eine insgesamt 22 Wochen dauernde Tournee durch Großbritannien; außerdem spielte sie während der Tournee in dem Drama Landslide. Coward hatte Sim und Attenborough 1941 entdeckt und gab beiden erste Rollen in einigen seiner Komödien. Außerdem war sie als Einspringerin und Zweitbesetzung für die Stücke Present Laughter und Blithe Spirit engagiert. 1943 trat sie am Westminster Theatre in London ebenfalls in Landslide auf; weiters spielte sie die weibliche Hauptrolle in der Familienkomödie To Dorothy a Son.
1952 gehörte sie zur Uraufführungsbesetzung von Agatha Christies Kriminalstück Die Mausefalle. Sim spielte Mollie Ralston, die Erbin des alten Landsitzes Monkswell Manor, in dem sie gemeinsam mit ihrem Ehemann Giles eine Pension eröffnet. Richard Attenborough spielte an ihrer Seite die Rolle des Detective Sergeant Trotter.

### Film und Fernsehen
Sim war als Filmschauspielerin ab Mitte der 1940er Jahre bis in die Mitte der 1950er Jahre aktiv. Sie gab ihr Filmdebüt in A Canterbury Tale (1944), einer modernen Propaganda-Adaption der Chaucer’schen Canterbury Tales, unter der Regie von Michael Powell und Emeric Pressburger. Sim spielte ein Mädchen, das als Land girl während des Krieges in der Landwirtschaft arbeitet. In einem kleinen Ort nahe Canterbury klären sie, ein britischer und ein amerikanischer Unteroffizier rätselhafte, nächtliche Übergriffe auf junge Frauen auf, bevor alle drei in Canterbury, modernen Pilgern gleich, ihr Glück finden. Der Film fiel damals beim Publikum durch; er wurde jedoch in den 1970er Jahren restauriert und gilt heute als Meisterwerk. 1945 hatte sie eine der Hauptrollen in dem Film Great Day über ein Dorf, das durch den bevorstehenden Besuch von Eleanor Roosevelt in Aufregung und Turbulenzen versetzt wird. Sie verkörperte ein junges Mädchen, das sich der Liebesbemühungen zweier Verehrer erwehren muss. Außerdem spielte sie, ebenfalls gemeinsam mit Attenborough, in dem Kriegsdrama Journey Together (1945).
In dem Spielfilm The Guinea Pig (1948), in dem Attenborough die Hauptrolle spielte, einen jungen Mann aus der Arbeiterklasse, der ein Stipendium für eine renommierte Public School erhält, war sie von dem britischen Filmproduzenten J. Arthur Rank für die weibliche Hauptrolle verpflichtet worden. Sim und Attenborough spielten auch gemeinsam in Dancing With Crime (1947; Sim als Kellnerin in einer Dance Hall, Attenborough als Taxifahrer) und Der wunderbare Flimmerkasten (1951). Außerdem hatte sie eine Nebenrolle als Janet Fielding in dem Melodram Pandora und der Fliegende Holländer, mit Ava Gardner und James Mason in den Hauptrollen. An der Seite von Anthony Steel spielte sie in dem Abenteuerfilm Westlich Sansibar (1954) die weibliche Hauptrolle. Sie war Mary Payton, die Ehefrau des Jagdaufsehers Bob Payton.
1946 gab Sim ihr Debüt im Fernsehen; außerdem arbeitete sie für den Rundfunk und als Hörspielsprecherin. Ihren letzten Filmauftritt hatte sie in dem Filmdrama Sie waren 13 (1955), in dem Michael Redgrave und Alexander Knox ihre Partner waren. Anschließend zog sich Sim vom Filmgeschäft zurück, um sich ihrer Familie und der Erziehung ihrer Kinder zu widmen.

## Privates und Ehrenämter
Sim und Attenborough heirateten am 22. Januar 1945. Ihre Flitterwochen verbrachten sie im winterlichen, verschneiten Bournemouth. Anfangs lebten sie in zwei Zimmern in der Wohnung von Sims Eltern. Später bezogen sie ein House in Chelsea, das sie selbst renovierten. Aus der Ehe gingen drei Kinder hervor, Michael, Jane und Charlotte. Ab 1956 lebte die Familie in Richmond upon Thames, in South-West London. Nach der Ernennung Richard Attenboroughs zum Life Peer war ihr offizieller Titel seit 1993: The Right Honourable Sheila Beryl Grant Attenborough, the Lady Attenborough. Im Dezember 2004 starben ihre Tochter Jane und ihre Enkelin Lucy bei der Tsunami-Katastrophe in Thailand.
1968 wurde Sim Friedensrichterin (Magistrate) in Surbiton im Gerichtsbezirk Richmond. Sie war förderndes Mitglied der Richmond Society, die sich für die Restaurierung und Wiederherstellung des Flussufers der Themse bei Richmond einsetzt. Sie war über 60 Jahre aktives Mitglied des Actors’ Charitable Trust (TACT); für die Organisation war sie von Noël Coward geworben worden.
Sie war entscheidend am Wiederaufbau und der Renovierung von Denville Hall, einem Altersheim für Schauspieler, in den 1960er Jahren und den Jahren nach 2000 beteiligt. Sie war dort auch Treuhänderin und Vize-Präsidentin. Sim war Förderin der Royal Academy of Dramatic Art (RADA).

## Krankheit und Tod
Sim lebte von 1956 bis 2012 in ihrem Haus in Richmond Green in London; 2012 bot Attenborough das Haus für eine Summe von 11,5 Millionen Pfund zum Verkauf an.
Ende Mai/Anfang Juni 2012, kurz vor ihrem 90. Geburtstag, zog Sim in das Altersheim Denville Hall in Northwood, Middlesex, für das sie und Attenborough viele Jahre Spendengelder gesammelt hatten. Im Juli 2012 wurde bekannt, dass bei Sim eine Erkrankung an Altersdemenz festgestellt worden war.
Im März 2013 zog Richard Attenborough, aufgrund seines sich verschlechternden Gesundheitszustands, zu Sim nach Denville Hall. Ihr Mann Richard Attenborough starb im August 2014; Sim und Attenborough waren fast 70 Jahre miteinander verheiratet.
Ihr jüngerer Bruder Gerald Sim lebte bis zu seinem Tod im Dezember 2014 ebenfalls in Denville Hall.
Sim starb am 19. Januar 2016 im Alter von 93 Jahren im Altersheim Denville Hall an den Folgen ihrer Altersdemenz. Ihr Tod wurde nach einer Aufführung von Die Mausefalle am Theatre Royal in Nottingham bekanntgegeben.

## Filmografie (Auswahl)
- 1944: A Canterbury Tale
- 1945: Great Day
- 1945: Journey Together
- 1946: The Queen’s Husband (Fernsehfilm)
- 1946: The Ringer (Fernsehfilm)
- 1946: Second Chance (Fernsehfilm)
- 1947: Dancing with Crime
- 1948: The Guinea Pig
- 1949: Dear Mr. Prohack
- 1951: Pandora und der Fliegende Holländer (Pandora and the Flying Dutchman)
- 1951: Der wunderbare Flimmerkasten (The Magic Box)
- 1954: Westlich Sansibar (West of Zanzibar)
- 1955: Sie waren 13 (The Night My Number Came Up)